# Балейбелен
Балейбелен (باليبلن‎, bâleybelen) — искусственный язык, разработанный османским писателем-суфием Мохьи Гёльшани (Muhyî-i Gülşenî) и его последователями в 1574 году.
Единственное известное сохранившееся произведение — это «словарь балейбелена», находящийся в Национальной библиотеке Франции.
Балейбелен является апостериорным языком. Лексика заимствована из персидского, турецкого и арабского, в то время как грамматика — из турецкого языка. В качестве письменности использовался османский алфавит. Автор языка — турецкий мистик Мохьи Гёльшани, родом из Эдирне. Гёльшани являлся членом одного из суфийских орденов Каира.
В отличие от современных искусственных языков, которые, как правило, используются в качестве вспомогательного международного языка, или в литературе или кино, балейбелен был разработан для использования в религиозной литературе. Учитывая давление, оказываемое на суфиев, есть версия, что балейбелен мог быть языком тайного общения для ограниченного круга лиц.
Идея создания языка строилась на том, что каждый раз, когда Бог отправлял людям новое откровение, оно ниспосылалось на новом языке. Авраам получил откровение на иврите, Иисус — на арамейском языке, а Мухаммед — на арабском языке.
Балейбелен остаётся единственным известным хорошо документированным искусственным языком эпохи Возрождения неевропейского происхождения.